# Cortland (Illinois)
Cortland je gradић u američkoj saveznoj državi Ilinois. Prema popisu stanovništva iz 2010. u njemu je živjelo 4.270 stanovnika.